# Stabkirche Ringebu

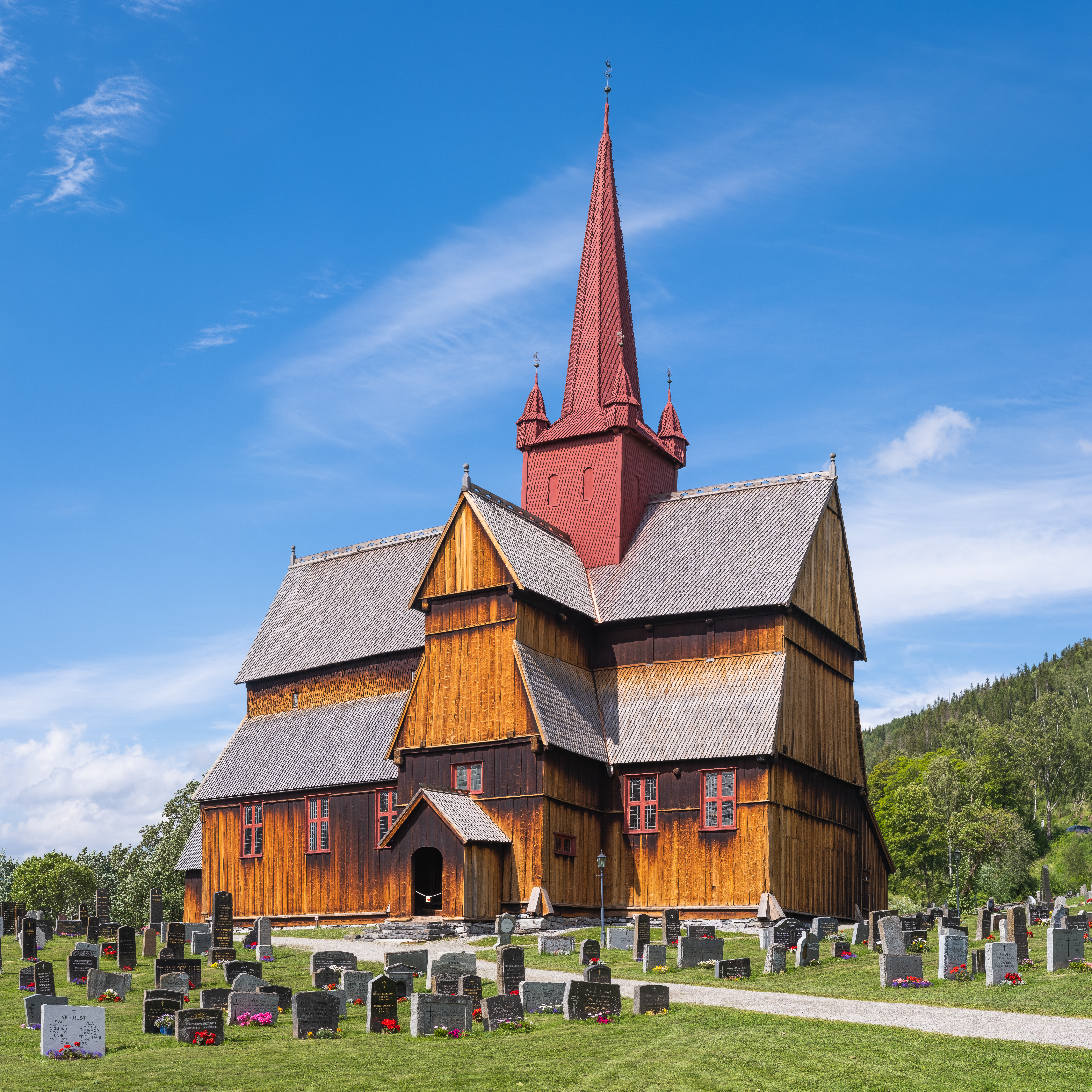
Die Stabkirche zu Ringebu

Die Stabkirche zu Ringebu (norwegisch Ringebu Stavkyrkje) ist ein Kirchengebäude in der norwegischen Gemeinde Ringebu im Fylke Innlandet. Die Stabkirche ist eine der größten der noch erhaltenen 28 norwegischen Stabkirchen. Die Kirche wird heute immer noch für den Gemeindegottesdienst benutzt. Um das Gebäude herum befindet sich der Friedhof der Gemeinde.

## Geschichte
Die Stabkirche wurde auf dem Platz der vorchristlichen Gemeinde- und Kultusstätte (Thingstätte) gebaut, die heute noch Gildevollen (Gilde-Hügel) genannt wird und in vorchristlicher Zeit eine zentrale Bedeutung im Gudbrandsdal hatte. Die Gilden waren Inhaber der weltlichen und religiösen Macht der mittelalterliche Gemeinde und boten durch die brüderliche Verbindung militärischen Schutz. Der Hügel wurde wahrscheinlich in vorchristlicher Zeit als Gerichts- und Opferstätte benutzt. In der Nähe der Kirche befindet sich heute immer noch ein Bauernhof Vang (was übersetzt Flur bedeutet), der vermutlich der religiöse Mittelpunkt und Ort der Versammlung der Gemeinde in der heidnischen Zeit darstellte.
Die alte Gilde Gildevoller, die in Briefen zwischen 1375 und 1454 erwähnt wurde, war vermutlich verantwortlich für den Bau dieser Kirche.

## Baugeschichte und Architektur
Der älteste Teil der Kirche wurde um das Jahr 1220 als Stabkirche auf der Grundfläche einer älteren Kirche errichtet. Das Gebäude hatte vermutlich bereits zu Beginn ein Querschiff, das später aber bei Umbauten verschwand. Vermutet wird ebenso, dass die Kirche wie viele Stabkirchen zu Beginn einen Laubengang hatte, die die Kirchenmauern von Wettereinflüssen schützen konnte und die als Versammlungsort der Gemeinde vor und nach dem Gottesdienst dienen konnte.
Den charakteristischen roten Dachreiter sowie das neue Querschiff erhielt die Kirche bei einem Umbau 1630 durch den Baumeister Werner Olsen. Bei dieser im Zuge der Reformation durchgeführten Umgestaltung wurden die äußeren Umgänge, die Apsis sowie die Seitenschiffe entfernt. Das im Drachenstil geschnitzte Westportal stammt aus dem Mittelalter.

## Ausstattung

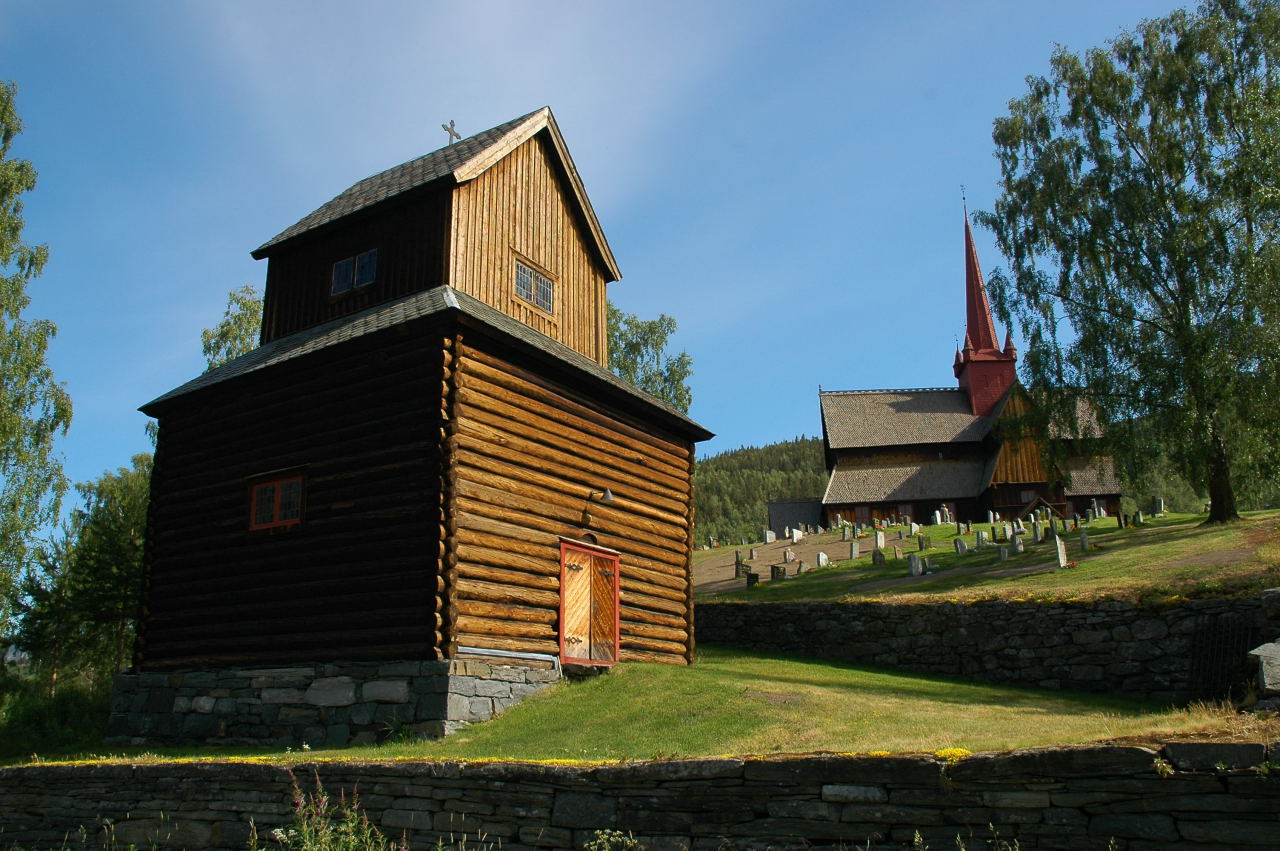
Der Glockenturm neben der Kirche

Eine Statue aus der Zeit um 1250 zeigt Laurentius von Rom, zwei Kruzifixe stammen ebenfalls aus dem 13. Jahrhundert. Der Taufstein aus Speckstein ist aus dem 12. Jahrhundert. Das barocke Altargemälde stammt aus dem Jahr 1686. Die Kanzel der Kirche ist auf 1703 datiert. An den Wänden finden sich zudem drei Zeichnungen von Tieren beziehungsweise einem Mann. Darüber hinaus entdeckte man 18 Hauszeichen an den Wandplanken. In diesen grafischen Zeichen sind Runen eingeflochten. Runen galten als heilige Zeichen und ihnen wurde eine Schutzwirkung zugesprochen. Aber auch Kreuze finden sich in den Hauszeichen wieder. Den Hauszeichen wurde im Mittelalter ebenfalls eine Schutzwirkung nachgesagt.
Die Bemalung von Wänden und Decke aus dem Jahre 1717 wurde 1921 wiederhergestellt, nachdem der Innenraum zeitweise in weiß gestrichen worden war. Die alte Orgel wurde 1982 durch eine neue ersetzt. Die erste Orgel bekam die Kirche um das Jahr 1800.
In der Nähe der Kirche steht ein Glockenturm in Blockbauweise, der erstmals 1577 erwähnt und vermutlich nach der Reformation gebaut wurde. Der Glockenturm wurde für eine größere Glocke gebaut. In einer schriftlichen Erwähnung von 1575 finden sich drei kleinere Glocken, die in einem Dachreiter über dem Hauptschiff untergebracht waren.
In der Westwand der Kirche finden sich zwei mittelalterliche Einritzungen, die vermutlich Hausschweine oder Wildschweine darstellen. Der Grund für ihr Vorhandensein ist nicht bekannt.

## Archäologische Ausgrabungen
Bei Ausgrabungen (1980/1981) wurden in der Kirche 892 Münzen gefunden, die größtenteils aus der Regierungszeit von Håkon IV. Håkonsson stammen. Die älteste Münze wird auf das Jahr 1020 datiert und wurde unter Knut dem Großen in England geprägt.